# Abram Model
Abram Iakovlevitch Model est un joueur d'échecs soviétique né le 23 octobre 1895 à Dvinsk et mort le 16 février 1976 à Leningrad. Champion de Leningrad en 1944, Model finit troisième ex æquo du championnat d'échecs d'URSS en 1927. Il fut un des professeurs de Mikhaïl Botvinnik et de Viktor Kortchnoï à leurs débuts.